# Lotustempel

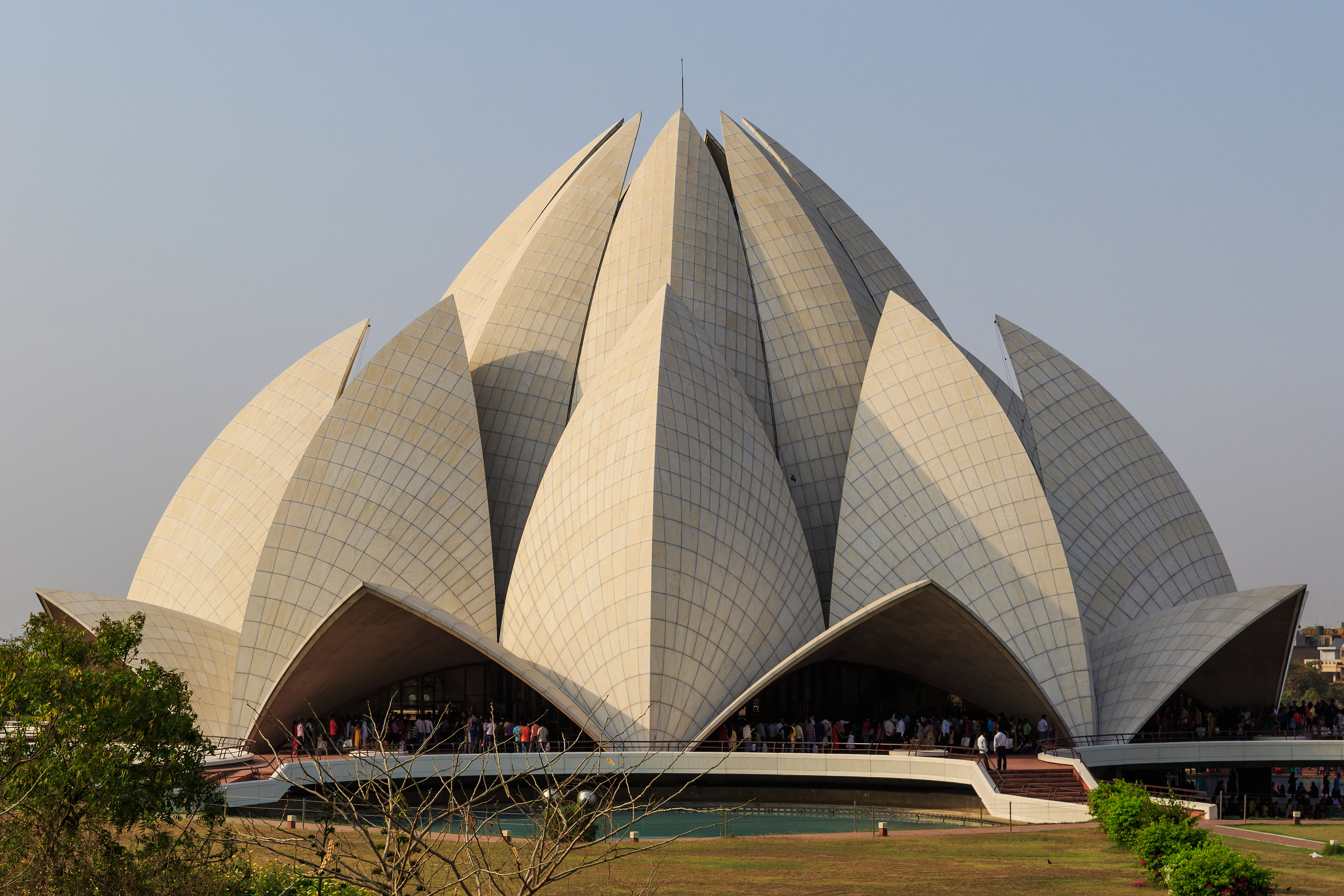
Der Lotustempel in Delhi, Indien

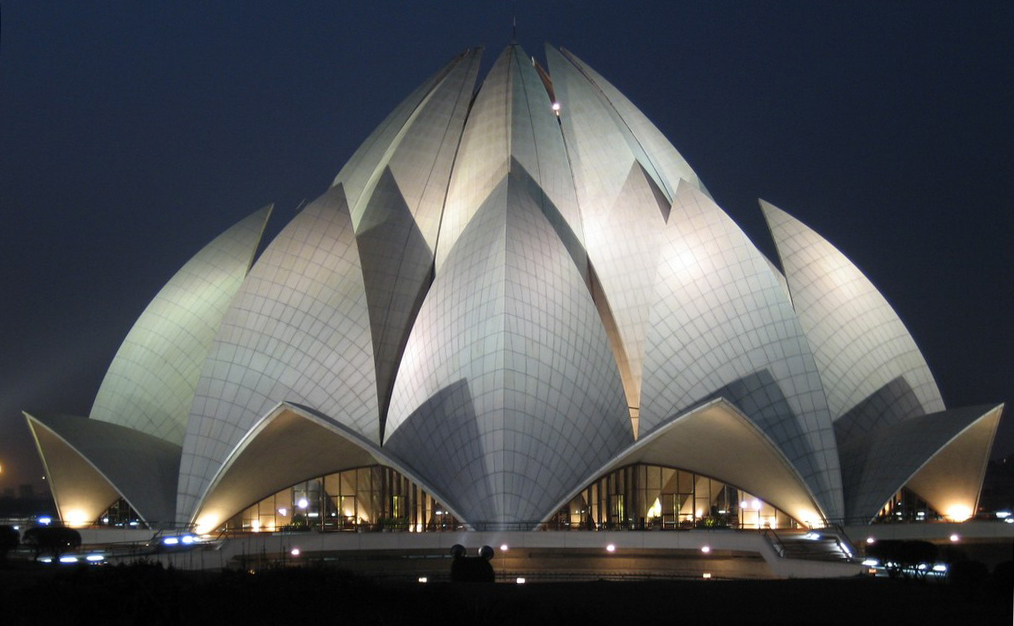
Der Lotustempel bei Nacht

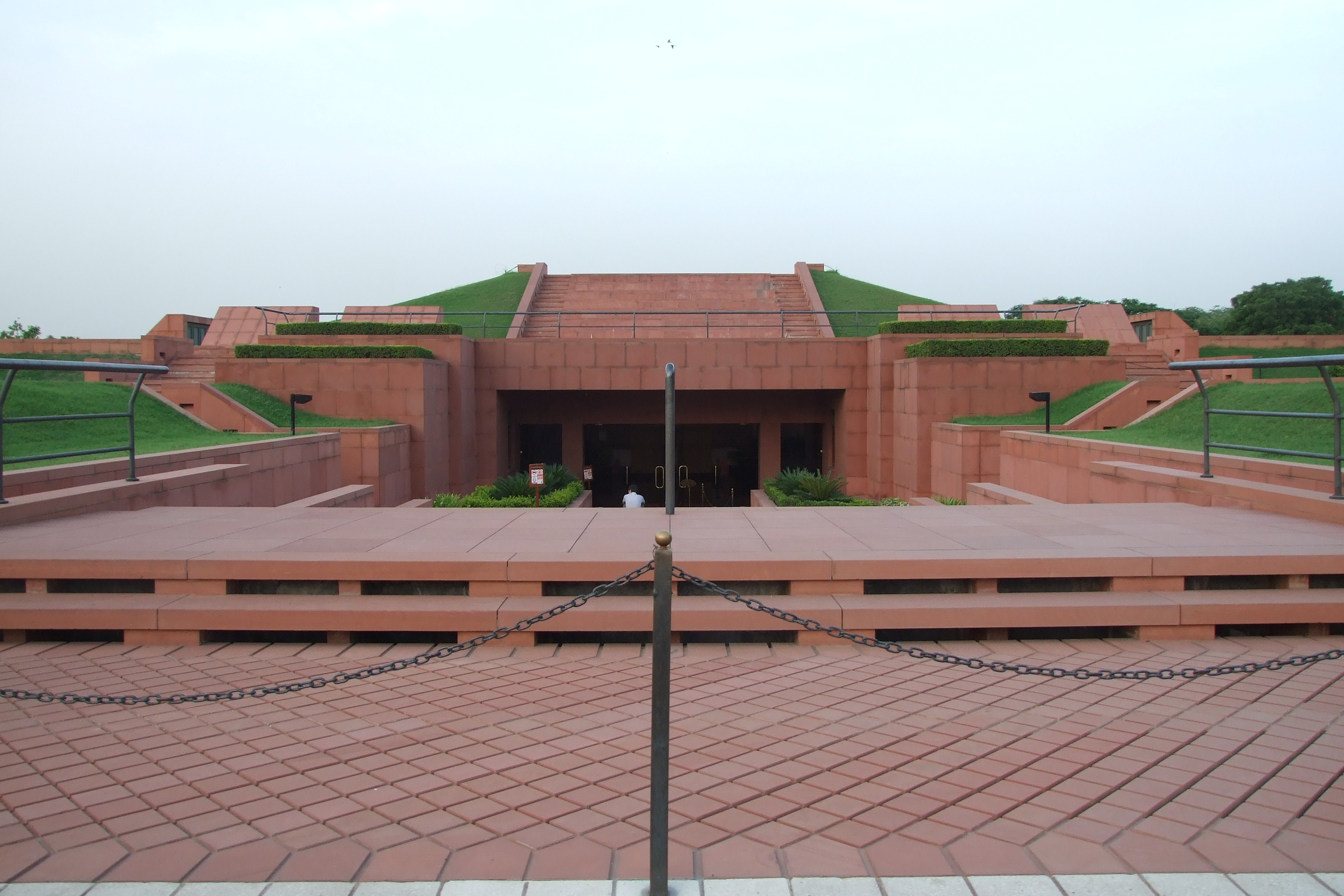
Das Informationszentrum des Lotustempels

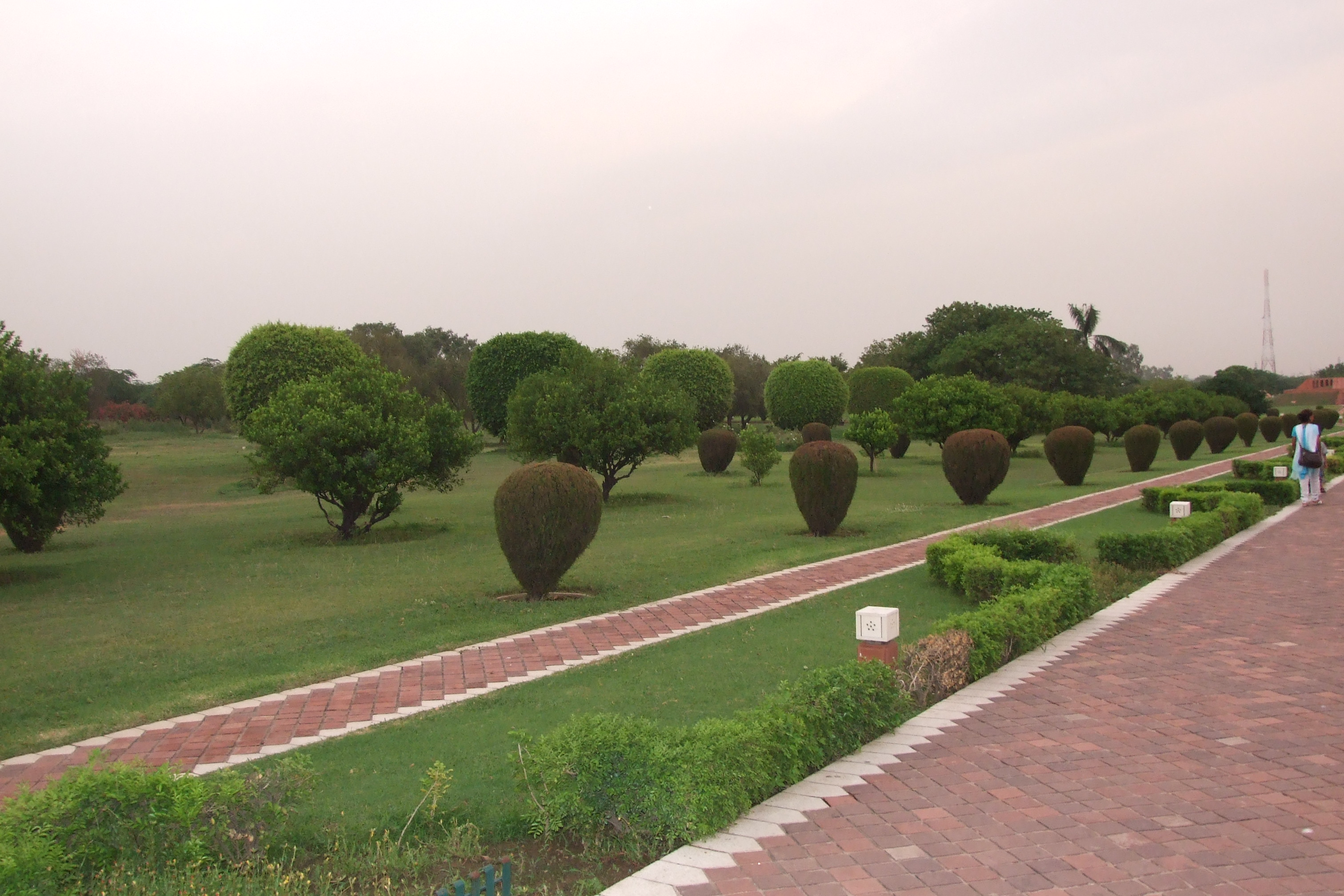
Die den Lotustempel umgebenden Gärten

Der Lotustempel ist der zweitjüngste der weltweit acht kontinentalen Bahai-Tempel. Er befindet sich im Stadtteil Bahapur von Delhi in Indien und wurde vom iranisch-kanadischen Architekten Fariborz Sahba entworfen, der 1976 mit der Ausführung beauftragt wurde. Der Name leitet sich von der Form des Gebäudes ab, das an eine Lotosblume erinnern soll. Das Gebäude wurde am 24. Dezember 1986 eröffnet, gewann seitdem zahlreiche Architekturpreise und wurde in unzähligen Zeitschriften und Zeitungen abgebildet. Der Sakralbau ist einer der bekanntesten des Bahaitums und wurde bereits von über 50 Millionen Menschen besucht, was etwa drei Millionen Besuchern pro Jahr entspricht. Das Gebäude dient als Muttertempel für den indischen Subkontinent und ist ein herausragendes Beispiel moderner Architektur in Indien. Seit 2014 steht der Lotustempel auf der Tentativliste Indiens für die Aufnahme in das UNESCO-Weltkulturerbe.

## Andachten
Wie alle Sakralbauten der Bahai steht der Lotustempel Anhängern aller Religionen offen, da die Bahai glauben, dass alle Gläubigen Gott in ihren Sakralbauten anbeten können. So werden alle Heiligen Schriften in ihrer jeweiligen Sprache rezitiert, Musikinstrumente oder religiöse Zeremonien sind aber unerwünscht. Die Bahai-Schriften gestatten keine Platzierung von Bildern oder Statuen und Verwendung von Altären oder Kanzeln innerhalb der Gebäude.

## Architektur
Die Häuser der Andacht zeichnen sich durch gemeinsame Merkmale aus, die unter anderem in den Schriften der Bahai dargelegt sind. So bildet eine neunseitige Kreisform den Grundriss, was die Offenheit gegenüber anderen Religionen symbolisieren soll. Obwohl alle Häuser der Andacht eine Kuppel besitzen, ist dies kein wesentlicher Bestandteil der Architektur.
Inspiriert von einer Lotusblüte wird der Grundriss von 27 freistehenden Blütenblättern aus Marmor umgeben, welche in Dreiergruppen an den neun Seiten platziert sind. Der Zentralbau ist 40 m hoch und bietet bis zu 2500 Menschen Platz. Der Innenraum und die Außenfassade wurden mit weißem Marmor vom Berg Pendeli in Griechenland gestaltet, der auch für viele alte Denkmäler sowie andere Sakralbauten der Bahai verwendet wurde. Zusammen mit den neun umliegenden Teichen und Gärten umfasst das Gelände 26 Acre, was 105.000 m² bzw. 10,5 ha entspricht.
Der größte Teil des für den Kauf des Landes erforderlichen Geldes wurde 1953 von Ardishir Rustampur aus Hyderabad gespendet, der seine gesamten Ersparnisse hergab. Ein Teil der Baukosten wurde eingespart und für den Bau eines Gewächshauses verwendet, um einheimische Pflanzen und Blumen zu finden, die für die Gärten geeignet sind.